# منتخب السلفادور لاتحاد الرغبي
منتخب السلفادور الوطني لاتحاد الرغبي (بالإسبانية: Selección de rugby de El Salvador)‏ هو ممثل السلفادور الرسمي في المنافسات الدولية في اتحاد الرغبي .